# Tor Mann
Tor Mann (Estocolm, 25 de febrer de 1894 – Estocolm, 29 de març de 1974) va ser un director d'orquestra suec.
Mann va ser director principal de l'Orquestra Simfònica de Göteborg de 1925 a 1939, i de Orquestra Simfònica de la Ràdio de Suècia de 1939 a 1959. Estava casat amb la directora sueca Ortrud Mann de soltera Åkerberg (1917 – 2006) i tenia una filla.